# Wu Sz-huai

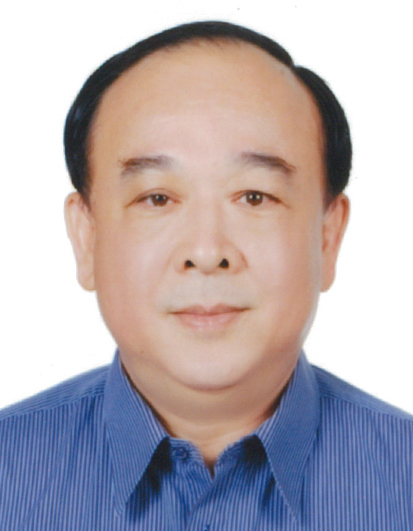
Wu Sz-huai (19. Dezember 2019)

Wu Sz-Huai (chinesisch 吳斯懷; * 15. Dezember 1951 in Landkreis Nantou) ist ein Offizier und Politiker der Republik China (Taiwan) der Kuomintang, der zuletzt Generalleutnant des Heeres war und seit 2020 Mitglied des Legislativ-Yuan ist. 

## Leben
Wu Sz-Huai, Sohn eines Offiziers und Enkel eines Mitglieds der revolutionären Allianz Tongmenghui, war Absolvent des 43. Jahrgangs der Whampoa-Militärakademie und wurde nach deren Abschluss 1974 gemeinsam mit den späteren Generalen Lee Shying-jow, Lu Xiao-rong, Chen Zai-fu, Chen Liang-jun, Li Qing-guo, Wang Chun-jiang, Yan Zhi-cheng und Cheng Shi-yu in das Heer der Streitkräfte der Republik China übernommen. In den folgenden Jahren fand er zahlreiche Verwendungen als Offizier und Stabsoffizier. Er war 1985 Absolvent der Kommandeurs- und Stabshochschule des Heeres (Army Command and Staff College) der Armed Forces University, der heutigen Nationalen Verteidigungsuniversität NDU (National Defense University), in Bade sowie 1991 auch der Kriegshochschule (War College) der NDU.

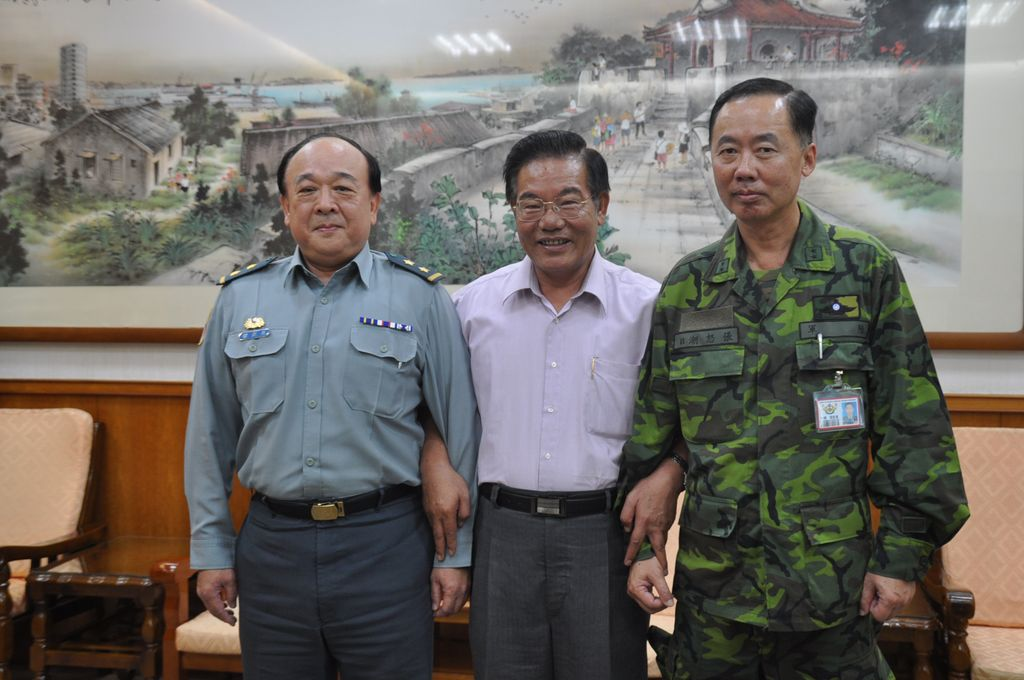
Wu Sz-huai mit Wang Chien-fa, Gouverneur der Penghu-Inseln Zhang Nu-chao (Mitte) und dem Kommandeur des Spezialkriegsführungskommandoa der Armee (7. September 2010).

Am 1. März 2002 wurde er als Nachfolger von Lei Guang-dan Befehlshaber des Penghu-Verteidigungskommandos und verblieb auf diesem Posten bis zum 31. Mai 2004, woraufhin Wang Han-ji ihn ablöste. Anschließend übernahm er wiederum von Lei Guang-dan den Posten als stellvertretender Generalstabes für Operation und Planung und hatte diesen bis zu seiner Ablösung durch Cheng Shi-yu am 31. Mai 2005 inne. Daraufhin löste er am 1. Juni 2005 Lu Xiao-rong als Kommandierender General des Heereskommandos für Bildung, Ausbildung und Doktrinenentwicklung ab und bekleidete diese Funktion bis zum 30. Juni 2007, woraufhin Li Xiang-zhou ihm nachfolgte. Als Nachfolger von Cheng Shi-yu wurde er am 1. Juli 2007 Kommandierender General des VI. Heereskorps und verblieb auf diesem Posten bis zu seiner Ablösung durch Qiu Guo-zheng am 30. Juni 2009. Danach übernahm er am 1. Juli 2009 von Xu Tai-sheng das Amt als Direktor der Gemeinsamen Abteilung für Operationsausbildung und Doktrinenentwicklung des Generalstabes im Hauptquartier des Verteidigungsministeriums und hatte dieses bis zum 15. Januar 2010 inne, woraufhin wieder Lu Xiao-rong seine Nachfolge antrat. Zuletzt wurde am 16. Januar 2010 als Nachfolger von Liao Tie-ming stellvertretender Befehlshaber des Heeres und bekleidete diese Funktion bis zu seiner Ablösung durch Yan De-fa am 31. Dezember 2010. Am 31. Dezember 2010 schied er als Generalleutnant aus dem aktiven Militärdienst. Er engagierte sich auch als Vorsitzender der 800 Heroes for the Republic of China Association, eine Gruppe, die sich gegen eine Rentenreform ausspricht.
Bei der Wahl am 11. Januar 2020 wurde Wu auf Platz 4 der Liste der Kuomintang (KMT) erstmals zum Mitglied des Legislativ-Yuan gewählt. Bereits im Dezember 2019 löste er eine Kontroverse aus, nachdem bekannt wurde, dass er 2016 in die Volksrepublik China zu einem Vortrag von Xi Jinping zum 150. Geburtstag von Sun Yat-sen gereist war und zum „Marsch der Freiwilligen“, der Nationalhymne der Volksrepublik China, aufgestanden war. Des Weiteren sprachen sich verschiedene Personen und Gruppierung dagegen aus, dass auf diesen vierten Listenplatz gesetzt wurde.
In der aktuellen zehnten Legislaturperiode (2020 bis 2024) war er in der ersten und zweiten Sitzungsperiode Mitglied des Ausschusses für soziale Fürsorge und Umwelthygiene (Social Welfare and Environmental Hygiene Committee) sowie in der dritten und vierten Sitzungsperiode des Ausschusses für Gesetze und Statuten der Justiz und von Organen (Judiciary and Organic Laws and Statutes Committee) und ist in der fünften und sechsten Sitzungsperiode sowohl Mitglied des Ausschusses für Auswärtige Angelegenheiten und nationale Verteidigung (Foreign Affairs and National Defense Committee) als auch des Verfahrensausschusses (Procedure Committee). Von der regierenden Demokratischen Fortschrittspartei (DPP) wurde die Benennung als Mitglied des Ausschusses für Auswärtige Angelegenheiten und nationale Verteidigung gerügt.
Am 28. Februar 2023 behauptete die japanische Zeitung „Nihon Keizai Shimbun“ (Nikkei), dass 90 Prozent der pensionierten taiwanesischen Militäroffiziere China besucht und Geheimdienstinformationen an die andere Seite verkauft hätten. Bereits eine Woche zuvor erklärte das Magazin „The Economist“, die taiwanesische Öffentlichkeit scheine unschlüssig darüber zu sein, wie und ob sie sich verteidigen solle. Im Oktober 2023 wurde er in den Medien getadelt und ihm Machtmissbrauch vorgeworfen, nachdem er den Verteidigungshaushalt und Rüstungsprogramme abgelehnt hatte.
Wu Sz-huai ist mit Li Hui-li verheiratet.